# Mestruazioni (mixtape)
Mestruazioni è il primo mixtape del gruppo musicale italiano Management del dolore post-operatorio, pubblicato il 13 novembre 2008 dall'etichetta Videoradio.

## Descrizione
Si tratta del primo lavoro del Management, pubblicato in tiratura limitata dall'etichetta Videoradio nel novembre del 2008. Prodotto dagli stessi membri del gruppo, Mestruazioni è l'unico disco che vede il Management nella loro formazione originale e è solitamente considerato al di fuori della loro discografia ufficiale. Il gruppo ha descritto l'album come «l'inizio di un ciclo», da cui deriva il titolo Mestruazioni.
Il disco ha ricevuto consensi positivi dalla critica di settore, la quale ne ha apprezzato l'irruenza e le forti sonorità punk rock e new wave. L'album ha permesso al Management di esibirsi sui palchi di festival quali l'Arezzo Wave e il Meeting delle etichette indipendenti, e ha portato il gruppo ad aprire i concerti di artisti italiani e internazionali come Echo & the Bunnymen, Marlene Kuntz, Tre Allegri Ragazzi Morti, Bud Spencer Blues Explosion e Zen Circus.
Mestruazioni è stato citato da alcune associazioni cattoliche e conservatrici per contestare l'organizzazione di concerti del gruppo aperti al pubblico.

## Tracce
Testi di Luca Romagnoli, musiche di Marco Di Nardo.
1. Manicomio – 3:03
2. Voglio solo farmi male – 3:19
3. Il calendario – 4:22
4. Prendendo a pugni l'aria – 6:11
5. Elementare Watson – 4:31
6. Panico – 4:27
7. Cazzo che bello – 3:47
8. I Wash Your Feet – 7:48
9. Nel giorno sacro – 10:10

## Formazione
- Luca Romagnoli – voce
- Marco Di Nardo – chitarre, sintetizzatori
- Andrea Paone – basso
- Emanuele Di Meco – batteria, percussioni